# Collection Yves Saint Laurent et Pierre Bergé
La collection Yves Saint Laurent et Pierre Bergé est une collection d'art constituée par Yves Saint Laurent, couturier français, et son compagnon Pierre Bergé. Collection privée constituée d'œuvres de grande valeur signées par des grands maîtres de la peinture et de la sculpture, elle a été montrée au public au Grand Palais de Paris en février 2009 avant d'être dispersée par une vente aux enchères. Les montants réunis seront reversés à la Fondation Pierre Bergé – Yves Saint Laurent ou à la recherche médicale, notamment contre le sida. Qualifiée de vente du siècle, la collection mise aux enchères par les maisons de vente Christies France et Pierre Bergé et Associés totalisa 373,5 millions d'euros.

## Œuvres
La collection comprenait des œuvres de Goya donnée au musée du Louvre, Constantin Brancusi, Giorgio De Chirico, Marcel Duchamp, James Ensor, Henri Matisse, Piet Mondrian, Pablo Picasso, etc.

### Les têtes d'animaux du Yuanmingyuan
Deux têtes d'animaux en bronze (un rat et un lapin), de l'époque de l'empereur Quianlong (1735-1796), provenant du pillage de l'ancien palais d’été de Pékin (le Yuanmingyuan), le « Versailles chinois », en 1860 par le corps expéditionnaire franco-anglais font partie de la vente. Ils faisaient autrefois partie d'une série de douze éléments ornant une horloge à eau. Le refus de Pierre Bergé de restituer à la Chine ce produit d'un pillage, et l'échec de la demande de suspension de la vente au tribunal de grande instance de Paris ont suscité une grande émotion en république populaire de Chine et dans le monde chinois. La tête de rat et la tête de lapin ont été adjugées le 25 février au soir, 14 millions d'euros chacune, à un ou des acheteurs par téléphone, restés d'abord anonymes. Le 2 mars, dans une conférence de presse à Pékin, l'enchérisseur s'est fait connaître. C'est Cai Mingchao, expert auprès du Fonds des trésors nationaux, fondation de droit privé de la république populaire de Chine chargée de racheter à l'étranger les œuvres d'art chinoises. Il a déclaré que le prix de la vente ne serait pas réglé.
Pierre Bergé les cédera à la famille Pinault. Lors du dîner d’État, donné à Pékin, à l'occasion de la visite du Président François Hollande des 25 et 26 avril 2013, François Pinault annoncera au président chinois Xi Jinping, la restitution des deux bronzes à la Chine.

## La vente du siècle
La vente aux enchères, organisée par Christies et Pierre Bergé & associés, s'est étalée sur 3 jours en février 2009.
Le catalogue de la vente est composé de 5 volumes, avec 686 lots décrits, tiré à 8000 exemplaires, aux prix de 200 €.
- L'exposition des lots proposés à la vente : plus de 30 000 visiteurs se sont présentés à l'exposition en deux jours et demi, qui souvent font la queue durant quatre heures.

- L'organisation de la vente :

- - Lundi 23 février 2009, 19h : Art impressionniste et moderne (lots 1 à 61).
  - Mardi 24 février 2009, 14h : Tableaux et dessins anciens et du XIXe siècle (lots 70 à 94).
  - Mardi 24 février 2009, 15h : Orfèvrerie, miniatures et objets de vertu (lots 100 à 210).
  - Mardi 24 février 2009, 18h : Arts décoratifs du XXe siècle (lots 220 à 369).
  - Mercredi 25 février 2009, 13h : Sculptures, objets d'art (lots 380 à 659).
  - Mercredi 25 février 2009, 19h : Arts d'Asie, céramiques, mobilier, art islamiste, archéologie (lots 670 à 733).

Parmi les records :
- Matisse (Les Coucous, tapis bleu et rose) : 35,9 M€.
- Brancusi (Madame L.R.) : 29,18 M€.
- Eileen Gray (Fauteuil aux dragons) : 21,9 M€.
- Mondrian (Composition avec bleu, rouge, jaune et noir) : 21,56 M€.
- De Chirico (Il Ritornante) : 11,04 M€.
- Géricault (Portrait d'Alfred et Élisabeth Dedreux) : 9,02 M€.
- Duchamp (Flacon de parfum Belle haleine-Eau de voilette) : 8,91 M€.
- Ensor (Désespoir de Pierrot) : 4,9 M€.
- Klee (Gartenfigur) : 3,98 M€. Dunand : 3,08 M€. Ingres (Portrait de Laure Bro) : 2,08 M€.
- François-Xavier Lalanne (bar en métal) : 2,75 M€.
- Eckart Muthesius (paire de lampes de parquet) : 2,52 M€.
- Claude Lalanne (15 miroirs d'esprit naturaliste) : 1,85 M€.
- Gustave Miklos (paire de banquettes) : 1,74 M€.